# Coupe du Luxembourg de football 2024-2025
Navigation
Édition précédente Édition suivante
La Coupe du Luxembourg de football 2024-2025 est la 100e édition de la Coupe du Luxembourg, compétition à élimination directe mettant aux prises des clubs de football amateurs et professionnels affiliés à la Fédération luxembourgeoise de football et organisée par cette dernière.
Le vainqueur de la compétition se qualifie pour le 2e tour de qualification de la Ligue Conférence de l'UEFA la saison prochaine.

## Déroulement de la compétition
Le système est le même que celui utilisé les années précédentes.

## Phase finale

### Trente-deuxièmes de finale

#### Participants
Les 48 clubs qualifiés lors du 1er tour sont rejoints par les 16 clubs de BGL Ligue et de Promotion d'Honneur.
Le tirage au sort a lieu le 16 septembre 2024.

#### Rencontres
| Division        | Club                          | Score  | Club                      | Division                 | Date            |
| --------------- | ----------------------------- | ------ | ------------------------- | ------------------------ | --------------- |
| 2.Division (D4) | US Folschette                 | 0 - 6  | US Rumelange              | Promotion d'Honneur (D2) | 04 octobre 2024 |
| 1.Division (D3) | FC Blô-Weiss Medernach        | 0 - 4  | FC UNA Strassen           | BGL Ligue (D1)           | 05 octobre 2024 |
| 1.Division (D3) | FC 47 Bastendorf              | 3 - 2  | FC Luxembourg City        | Promotion d'Honneur (D2) | 05 octobre 2024 |
| 1.Division (D3) | FC Alliance Aischdall         | 2 - 3  | FC Alisontia Steinsel     | Promotion d'Honneur (D2) | 05 octobre 2024 |
| 1.Division (D3) | FC Steinfort                  | 0 - 3  | FC Swift Hesperange       | BGL Ligue (D1)           | 05 octobre 2024 |
| 1.Division (D3) | FC Orania Vianden             | 4 - 3  | FC Berdenia Berbourg      | Promotion d'Honneur (D2) | 05 octobre 2024 |
| 1.Division (D3) | FC Ehlerange                  | 1 - 3  | CS Fola Esch              | BGL Ligue (D1)           | 05 octobre 2024 |
| 2.Division (D4) | AS Colmar-Berg                | 0 - 14 | FC Differdange 03         | BGL Ligue (D1)           | 06 octobre 2024 |
| 2.Division (D4) | AS Rupensia Lusitanos         | 1 - 6  | FC Mondercange            | BGL Ligue (D1)           | 06 octobre 2024 |
| 1.Division (D3) | FC Jeunesse Schieren          | 1 - 3  | FC Rodange 91             | BGL Ligue (D1)           | 06 octobre 2024 |
| 1.Division (D3) | FC Syra Mensdorf              | 2 - 5  | F91 Dudelange             | BGL Ligue (D1)           | 06 octobre 2024 |
| 2.Division (D4) | Union Mertert-Wasserbillig    | 0 - 3  | FC Schifflange 95         | Promotion d'Honneur (D2) | 06 octobre 2024 |
| 2.Division (D4) | FC Sporting Bertrange         | 1 - 7  | AS La Jeunesse d'Esch     | BGL Ligue (D1)           | 06 octobre 2024 |
| 1.Division (D3) | FC Red-Black Égalité          | 1 - 2  | UN Käerjéng 97            | Promotion d'Honneur (D2) | 06 octobre 2024 |
| 1.Division (D3) | FCM Young Boys Diekirch       | 1 - 2  | FC Résistance Walferdange | Promotion d'Honneur (D2) | 06 octobre 2024 |
| 1.Division (D3) | Union05 Kayl-Tétange          | 2 - 0  | FC Avenir Beggen          | Promotion d'Honneur (D2) | 06 octobre 2024 |
| 1.Division (D3) | FC Jeunesse Junglinster       | 2 - 1  | US Feulen                 | Promotion d'Honneur (D2) | 06 octobre 2024 |
| 2.Division (D4) | US Moutfort-Medingen          | 1 - 4  | SC Bettembourg            | BGL Ligue (D1)           | 06 octobre 2024 |
| 1.Division (D3) | FC Sporting Mertzig           | 2 - 4  | UT Pétange                | BGL Ligue (D1)           | 06 octobre 2024 |
| 1.Division (D3) | FC Jeunesse Useldange         | 1 - 3  | FC Marisca Mersch         | Promotion d'Honneur (D2) | 06 octobre 2024 |
| 1.Division (D3) | FC The Belval Belvaux         | 5 - 0  | US Sandweiler             | Promotion d'Honneur (D2) | 06 octobre 2024 |
| 1.Division (D3) | Union Remich-Bous             | 3 - 2  | FC Koeppchen Wormeldange  | Promotion d'Honneur (D2) | 06 octobre 2024 |
| 1.Division (D3) | FC Schengen                   | 1 - 5  | US Hostert                | BGL Ligue (D1)           | 06 octobre 2024 |
| 3.Division (D5) | Red Boys Aspelt               | 0 - 8  | FC Progrès Niederkorn     | BGL Ligue (D1)           | 06 octobre 2024 |
| 2.Division (D4) | FC Minerva Lintgen            | 1 - 0  | FC Atert Bissen           | Promotion d'Honneur (D2) | 06 octobre 2024 |
| 2.Division (D4) | CS Obercorn                   | 0 - 1  | RFCU Luxembourg           | BGL Ligue (D1)           | 06 octobre 2024 |
| 1.Division (D3) | FC Blo-Wäiss Itzig            | 0 - 4  | FC Wiltz 71               | BGL Ligue (D1)           | 06 octobre 2024 |
| 2.Division (D4) | AS Luxembourg                 | 1 - 2  | FC Jeunesse Canach        | Promotion d'Honneur (D2) | 06 octobre 2024 |
| 1.Division (D3) | FC Yellow Boys Weiler-la-Tour | 3 - 1  | FC Mamer 32               | Promotion d'Honneur (D2) | 06 octobre 2024 |
| 2.Division (D4) | FCES Clemency                 | 0 - 4  | US Mondorf                | BGL Ligue (D1)           | 06 octobre 2024 |
| 1.Division (D3) | FC Lorentzweiller             | 0 - 2  | FC Victoria Rosport       | BGL Ligue (D1)           | 06 octobre 2024 |

### Seizièmes de finale

#### Participants
Les 32 clubs qualifiés lors des 32es de finale rejoignent les 16es de finale.
Le tirage au sort a lieu le 9 octobre 2024.

#### Rencontres
| Division                 | Club                          | Score           | Club                  | Division                 | Date             |
| ------------------------ | ----------------------------- | --------------- | --------------------- | ------------------------ | ---------------- |
| BGL Ligue (D1)           | RFCU Luxembourg               | 2 - 0           | FC Swift Hesperange   | BGL Ligue (D1)           | 09 novembre 2024 |
| 1.Division (D3)          | FC Jeunesse Junglinster       | 2 - 4           | US Hostert            | BGL Ligue (D1)           | 09 novembre 2024 |
| Promotion d'Honneur (D2) | UN Käerjéng 97                | 0 - 0 (5-3 TAB) | FC Marisca Mersch     | Promotion d'Honneur (D2) | 10 novembre 2024 |
| Promotion d'Honneur (D2) | FC Alisontia Steinsel         | 0 - 1           | FC Differdange 03     | BGL Ligue (D1)           | 10 novembre 2024 |
| 1.Division (D3)          | FC The Belval Belvaux         | Annulé          | US Mondorf            | BGL Ligue (D1)           | 10 novembre 2024 |
| Promotion d'Honneur (D2) | US Rumelange                  | 1 - 3           | FC Progrès Niederkorn | BGL Ligue (D1)           | 10 novembre 2024 |
| 1.Division (D3)          | FC 47 Bastendorf              | 3 - 1           | FC Orania Vianden     | 1.Division (D3)          | 10 novembre 2024 |
| 1.Division (D3)          | FC Yellow Boys Weiler-la-Tour | 1 - 0           | FC Schifflange 95     | Promotion d'Honneur (D2) | 10 novembre 2024 |
| 1.Division (D3)          | Union Remich-Bous             | 2 - 3           | F91 Dudelange         | BGL Ligue (D1)           | 10 novembre 2024 |
| 2.Division (D4)          | FC Minerva Lintgen            | 0 - 0 (7-6 TAB) | DC Echternach         | 1.Division (D3)          | 10 novembre 2024 |
| Promotion d'Honneur (D2) | FC Jeunesse Canach            | 2 - 0           | FC Rodange 91         | BGL Ligue (D1)           | 10 novembre 2024 |
| BGL Ligue (D1)           | CS Fola Esch                  | Annulé          | UT Pétange            | BGL Ligue (D1)           | 10 novembre 2024 |
| BGL Ligue (D1)           | FC Mondercange                | 1 - 6           | FC Wiltz 71           | BGL Ligue (D1)           | 10 novembre 2024 |
| BGL Ligue (D1)           | FC Victoria Rosport           | 2 - 0           | SC Bettembourg        | BGL Ligue (D1)           | 10 novembre 2024 |
| Promotion d'Honneur (D2) | FC Résidence Walferdange      | 0 - 1           | AS La Jeunesse d'Esch | BGL Ligue (D1)           | 10 novembre 2024 |
| 1.Division (D3)          | Union05 Kayl-Tétange          | 0 - 8           | FC UNA Strassen       | BGL Ligue (D1)           | 10 novembre 2024 |
| BGL Ligue (D1)           | CS Fola Esch                  | 1 - 3           | UT Pétange            | BGL Ligue (D1)           | 20 novembre 2024 |
| 1.Division (D3)          | FC The Belval Belvaux         | 1 - 0           | US Mondorf            | BGL Ligue (D1)           | 20 novembre 2024 |

### Huitièmes de finale
Le tirage au sort est organisé le dimanche 02 décembre 2024.

#### Rencontres
| Division                 | Club                          | Score | Club                  | Division        | Date         |
| ------------------------ | ----------------------------- | ----- | --------------------- | --------------- | ------------ |
| Promotion d'Honneur (D2) | FC Jeunesse Canach            | 1 - 2 | FC Wiltz 71           | BGL Ligue (D1)  | 12 mars 2025 |
| BGL Ligue (D1)           | RFCU Luxembourg               | 3 - 1 | FC Victoria Rosport   | BGL Ligue (D1)  | 12 mars 2025 |
| 1.Division (D3)          | FC 47 Bastendorf              | 1 - 4 | F91 Dudelange         | BGL Ligue (D1)  | 12 mars 2025 |
| 2.Division (D4)          | FC Minerva Lintgen            | 2 - 1 | FC The Belval Belvaux | 1.Division (D3) | 12 mars 2025 |
| BGL Ligue (D1)           | AS La Jeunesse d'Esch         | 0 - 3 | FC Progrès Niederkorn | BGL Ligue (D1)  | 12 mars 2025 |
| 1.Division (D3)          | FC Yellow Boys Weiler-la-Tour | 2 - 7 | UT Pétange            | BGL Ligue (D1)  | 12 mars 2025 |
| BGL Ligue (D1)           | US Hostert                    | 1 - 2 | FC UNA Strassen       | BGL Ligue (D1)  | 12 mars 2025 |
| Promotion d'Honneur (D2) | UN Käerjéng 97                | 0 - 4 | FC Differdange 03     | BGL Ligue (D1)  | 12 mars 2025 |

### Quarts de finale
Le tirage au sort est organisé le dimanche 21 mars 2025.

#### Rencontres
| Division       | Club               | Score | Club                  | Division       | Date          |
| -------------- | ------------------ | ----- | --------------------- | -------------- | ------------- |
| BGL Ligue (D1) | UT Pétange         | 0 - 2 | FC Differdange 03     | BGL Ligue (D1) | 23 avril 2025 |
| 2.Division     | FC Minerva Lintgen | 0 - 4 | RFCU Luxembourg       | BGL Ligue (D1) | 23 avril 2025 |
| BGL Ligue (D1) | F91 Dudelange      | 4 - 2 | FC UNA Strassen       | BGL Ligue (D1) | 23 avril 2025 |
| BGL Ligue (D1) | FC Wiltz 71        | 3 - 2 | FC Progrès Niederkorn | BGL Ligue (D1) | 23 avril 2025 |

### Demi-finales
| Division      | Clubs                                                               |
| ------------- | ------------------------------------------------------------------- |
| BGL Ligue (4) | - F91 Dudelange - FC Differdange 03 - FC Wiltz 71 - RFCU Luxembourg |

#### Rencontres
| Division       | Club              | Score | Club          | Division       | Date        |
| -------------- | ----------------- | ----- | ------------- | -------------- | ----------- |
| BGL Ligue (D1) | FC Differdange 03 | 3 - 0 | FC Wiltz 71   | BGL Ligue (D1) | 14 mai 2025 |
| BGL Ligue (D1) | RFCU Luxembourg   | 2 - 3 | F91 Dudelange | BGL Ligue (D1) | 14 mai 2025 |

### Finale
| FC Differdange 03 · |                       |  |
| Titulaires :        |                       |  |
|                     |                       |  |
| 084                 | Felipe Ventura        |  |
| 025                 | Geoffrey Franzoni     |  |
| 04                  | Kévin D'Anzico 113e   |  |
| 014                 | Juan Bedouret         |  |
| 032                 | Dylan Lempereur       |  |
| 055                 | Leandro Borges        |  |
| 06                  | Diogo Silva           |  |
| 010                 | Guillaume Trani       |  |
| 07                  | Artur Abreu 106e      |  |
| 9                   | Andreas Buch 90+1e    |  |
| 11                  | Gustavo Simões 59e    |  |
|                     |                       |  |
| Remplaçants :       |                       |  |
| 1                   | Evan da Costa         |  |
| 18                  | Federico Varela 90+1e |  |
| 23                  | Rychelmy 106e         |  |
| 34                  | Adham El Idrissi 59e  |  |
| 77                  | Gianluca Bei 113e     |  |
|                     |                       |  |
| Entraîneur :        |                       |  |
| Pedro Resende       |                       |  |

| F91 Dudelange · |                      |  |
| Titulaires :    |                      |  |
|                 |                      |  |
| 016             | Didier Desprez       |  |
| 03              | Kino Delorge         |  |
| 044             | Alan Aussi           |  |
| 018             | Miguel Gonçalves     |  |
| 024             | Mehdi Kirch          |  |
| 06              | Bruno Freire         |  |
| 08              | Filip Bojić 71e      |  |
| 033             | Chris Stumpf 86e     |  |
| 019             | Bilal Benkhedim 106e |  |
| 7               | Evan Rotundo 59e     |  |
| 23              | Samir Hadji          |  |
|                 |                      |  |
| Remplaçants :   |                      |  |
| 17              | Yannick Schaus 106e  |  |
| 20              | Valentin Tallarico   |  |
| 22              | Guilain Zrankeon 86e |  |
| 30              | Diogo Monteiro 71e   |  |
| 38              | Enzo Lima 59e        |  |
|                 |                      |  |
| Entraîneur :    |                      |  |
| Mika Pinto      |                      |  |

| FC Differdange 03 · |                       |  |
| Titulaires :        |                       |  |
|                     |                       |  |
| 084                 | Felipe Ventura        |  |
| 025                 | Geoffrey Franzoni     |  |
| 04                  | Kévin D'Anzico 113e   |  |
| 014                 | Juan Bedouret         |  |
| 032                 | Dylan Lempereur       |  |
| 055                 | Leandro Borges        |  |
| 06                  | Diogo Silva           |  |
| 010                 | Guillaume Trani       |  |
| 07                  | Artur Abreu 106e      |  |
| 9                   | Andreas Buch 90+1e    |  |
| 11                  | Gustavo Simões 59e    |  |
|                     |                       |  |
| Remplaçants :       |                       |  |
| 1                   | Evan da Costa         |  |
| 18                  | Federico Varela 90+1e |  |
| 23                  | Rychelmy 106e         |  |
| 34                  | Adham El Idrissi 59e  |  |
| 77                  | Gianluca Bei 113e     |  |
|                     |                       |  |
| Entraîneur :        |                       |  |
| Pedro Resende       |                       |  |

| F91 Dudelange · |                      |  |
| Titulaires :    |                      |  |
|                 |                      |  |
| 016             | Didier Desprez       |  |
| 03              | Kino Delorge         |  |
| 044             | Alan Aussi           |  |
| 018             | Miguel Gonçalves     |  |
| 024             | Mehdi Kirch          |  |
| 06              | Bruno Freire         |  |
| 08              | Filip Bojić 71e      |  |
| 033             | Chris Stumpf 86e     |  |
| 019             | Bilal Benkhedim 106e |  |
| 7               | Evan Rotundo 59e     |  |
| 23              | Samir Hadji          |  |
|                 |                      |  |
| Remplaçants :   |                      |  |
| 17              | Yannick Schaus 106e  |  |
| 20              | Valentin Tallarico   |  |
| 22              | Guilain Zrankeon 86e |  |
| 30              | Diogo Monteiro 71e   |  |
| 38              | Enzo Lima 59e        |  |
|                 |                      |  |
| Entraîneur :    |                      |  |
| Mika Pinto      |                      |  |

## Statistiques
Les données ci-dessous sont vouées à évoluer au fur et à mesure du déroulement de la compétition.
Mise à jour le 14 mai 2025
- Meilleur buteur :  Okpo Mazié (5 buts)
- Plus grand nombres de buts lors d'une rencontre :
- Plus large victoire à domicile :
- Plus large victoire à l'extérieur : AS Colmar-Berg (0 - 14) FC Differdange 03 en 32e de finale

### Liste des meilleurs buteurs de la compétition
|     | Buteur                | Club                | Buts |
| --- | --------------------- | ------------------- | ---- |
| 1er | Okpo Mazié            | RFCU Luxembourg     | 5    |
| 2e  | Artur Abreu           | FC Differdange 03   | 5    |
| 3e  | Diogo Fernandes Lopes | FC US Hostert       | 5    |
| 4e  | Samir Hadji           | F91 Dudelange       | 4    |
| 5e  | Nicolas Pérez         | FC UNA Strassen     | 4    |
| 6e  | Matheus Souza         | FC UNA Strassen     | 4    |
| 7e  | Yann Mabella          | RFCU Luxembourg     | 4    |
| 8e  | Victor Gorny          | FC Wiltz 71         | 4    |
| 9e  | Adham El Idrissi      | FC Differdange 03   | 3    |
| 10e | Yan Bouché            | FC Victoria Rosport | 3    |

| Source : Classement officiel des buteurs de la Coupe du Luxembourg. |

## Synthèse

### Parcours des clubs professionnels
| Clubs                 | Parcours précédent | Parcours 2024-2025 |
| --------------------- | ------------------ | ------------------ |
| AS La Jeunesse d'Esch | 1/4 de finale      | 1/8 de finale      |
| CS Fola Esch          | 1/16 de finale     | 1/16 de finale     |
| F91 Dudelange         | 1/16 de finale     |                    |
| FC Differdange 03     | 1/4 de finale      |                    |
| FC Progrès Niederkorn | Vainqueur          | 1/4 de finale      |
| FC Rodange 91         | 1/16e de finale    | 1/16 de finale     |
| FC Swift Hesperange   | Finaliste          | 1/16 de finale     |
| FC UNA Strassen       | 1/2 finale         | 1/4 de finale      |
| FC Victoria Rosport   | 1/32 de finale     | 1/8 de finale      |
| FC Wiltz 71           | 1/4 de finale      | 1/2 finale         |
| FC Mondercange        | 1/8 de finale      | 1/16 de finale     |
| RFCU Luxembourg       | 1/8 de finale      | 1/2 finale         |
| SC Bettembourg        | 1/8 de finale      | 1/16 de finale     |
| US Hostert            | 1/4 de finale      | 1/8 de finale      |
| US Mondorf            | 1/2 finale         | 1/16 de finale     |
| UT Pétange            | 1/32 de finale     | 1/4 de finale      |